# Mikroregion Jeremoabo

Mikroregion Jeremoabo

Mikroregion Jeremoabo – mikroregion w brazylijskim stanie Bahia należący do mezoregionu Nordeste Baiano. Ma powierzchnię 10.106,97050 km²

## Gminy
- Coronel João Sá
- Jeremoabo
- Pedro Alexandre
- Santa Brígida
- Sítio do Quinto